# Речные дельфины
Речные дельфины — полифилетическая группа зубатых китов, обитающих в основном в пресной воде. К речным дельфинам относятся представители современных надсемейств Platanistoidea и Inioidea, а также вероятно вымершего семейства озёрных дельфинов (Lipotidae). Объединение этих таксонов не основано на их родстве, из-за чего данная группа не выделяются в современной биологической систематике. Ранее надсемейство Platanistoidea трактовалось в более широком смысле, и в него включали всех речных дельфинов. 
Речными дельфинами считаются 4 (по другим классификациям — 7) рецентных видов, обитающих в пресноводных экосистемах; некоторые особи ла-платского дельфина живут в океане и эстуариях.

## Представители
К речным дельфинам относятся 4 современных вида. Ещё один вид считается исчезнувшим.
Надсемейство Platanistoidea
- Семейство Platanistidae
  - Род Южноазиатские речные дельфины (лат. Platanista) — 2 вида[2][3]:
    - Гангский дельфин (лат. Platanista gangetica)
    - Индский дельфин (лат. Platanista minor)

Надсемейство Inioidea
- Семейство Iniidae
  - Род Амазонские речные дельфины (лат. Inia) — 1 вид с 2 подвидами (по классификации на июнь 2024, принятой Society for Marine Mammalogy[3]):
    - Амазонский дельфин (лат. Inia geoffrensis)
- Семейство Pontoporiidae
  - Род Ла-платские речные дельфины (лат. Pontoporia) — 1 вид[3]:
    - Ла-платский дельфин (лат. Pontoporia blainvillei)

Надсемейство Lipotoidea
- Семейство Lipotidae
  - Род Озёрные дельфины (лат. Lipotes) — 1 вероятно исчезнувший вид[3]:
    - Китайский речной дельфин (лат. Lipotes vexillifer)

## Статус популяций
Речные дельфины находятся на грани вымирания из-за потери мест обитания, небольших популяций и вследствие охоты на них людьми. Кроме того, речные дельфины обладают крайне плохим зрением, что служит причиной многочисленных столкновений с людьми и теми искусственными объектами, которые им сложно обнаружить при помощи своего сонара.